# Тјук тјук (игра)
Тјук тјук је једна од  дечијих игара која се игра у далекој Африци. У жамору, деца се окупљају око нашаране коже антилопе и две различито обојене гомилице каменчића и препуштају чарима ове занимљиве игре.

## Правила игре
Игру играју два играча. Поље за игру је једнако исцртано, хоризонтално и вертикално. Играчи поређају своје каменчиће различитих боја, на почетну позицију, ближе себи. Играчи померају своје фигуре напред или назад, колико год поља желе, али само у правцу обележене колоне.Не може се ићи лево,десно, укосо нити се једе.Победник је онај ко блокира кретање  фигура противника. И обично се дешава да играч који је други на потезу побеђује.

## Корисни савети за игру
Битно за игру је да се раздаљине између противничких фигура стално држе у равнотежи. Како она постоји само на почетку игре, први играч је нарушава својим потезом, чиме себе доводи у неповољну позицију. Да бисте победили, морате поново да успоставите нарушену равнотежу, изједначавајући раздаљине измећу својих и противничких фигура али у другој колони.

## Пример у игри
Ако је ваш друг померио фигуру на поље C5, равнотежа је на пољу F4. Игра је занимљива и у тој мери да кроз њу можете да научите да процените ствари око вас, поступке другара, или своје. Свако претеривање води неравнотежи.